# سفارة السويد في أوغندا
سفارة السويد في أوغندا هي أرفع تمثيل دبلوماسي لدولة السويد لدى أوغندا. تقع السفارة في وهي تهدف لتعزيز المصالح السويدية في أوغندا.

## وصلات خارجية
- قائمة سفارات السويد
- قائمة السفارات في أوغندا